# Parque Estadual do Prelado
O Parque Estadual do Prelado está localizado no estado de São Paulo, Brasil. Foi criado pela Lei ordinária nº 14.982 3 de abril de 2013 e abrange área do município de Iguape, perfazendo uma área total de 1 827,22 ha. Faz parte do Mosaico Juréia-Itatins (em conjunto com o Parque Estadual do Itinguçu e a Estação Ecológica Juréia-Itatins), que além de proteger importantes trechos de Mata Atlântica, também protege parte da comunidade caiçara do litoral sul.